# Пранді
Пра́нді (ест. Prandi küla) — село в Естонії, у волості Ярва повіту Ярвамаа.

## Населення
Чисельність населення на 31 грудня 2011 року становила 39 осіб.

## Географія
Поблизу населеного пункту проходять автошляхи 2 (Таллінн — Тарту — Виру — Лугамаа), естонська частина європейського маршруту E263.

## Історія
З 30 січня 1992 до 21 жовтня 2017 року село входило до складу волості Койґі.

## Пам'ятки природи
На захід від села лежить природний заповідник Пранді (Prandi LKA).